# بازی بچگانه ۳
بازی بچگانه ۳ (انگلیسی: Child's Play 3) فیلمی در ژانر ترسناک و اسلشر به کارگردانی جک بندر است که در سال ۱۹۹۱ منتشر شد ، از بازیگران آن می‌توان به پری ریوز ، براد دوریف ، اندرو رابینسون ، داکین متیوز ، و متیو واکر اشاره کرد ، در این فیلم جاستین والین در نقش اندی بارکلی بازی میکند.

## داستان
هشت سال از قسمت دوم میگذرد و آن حادثه کارخانه باعث توقیف فعالیت آنجا شد و تا کنون متروکه شده است اما مدیران شرکت play pals تصمیم گرفتند تولیدش را ادامه دهند و کارکنان شرکت در حال بازسازی آنجا هستند در حین این کار ، قطره‌ای از خون جسد چاکی به طور ناخواسته با پلاستیکی که برای تولید عروسک‌ها استفاده می‌شود مخلوط می‌شود و او را در بدن جدیدی زنده می‌کند ، چاکی به آقای سالیوان ، مدیر عامل شرکت Play Pals هدیه داده می‌شود ، و او را می‌کشد ، چاکی سپس با کمک کامپیوترش دنبال اندی بارکلی میگردد و تصمیم میگیرد به مکانش برود.
اندی در حال حاضر 16 ساله است و به دلیل ناتوانی در مقابله با چندین خانه پرورشی به مدرسه نظامی کنت ، فرستاده شده است ،  سرهنگ کوکرین ، فرمانده مدرسه ، به اندی توصیه می‌کند که خیال‌پردازی‌های خود را درباره این عروسک فراموش کند ، اندی با دانش آموزانی مانند : هارولد اوبری وایتهرست ، رونالد تایلر ، و کریستین داسیلوا ، دوست میشود او همچنین با برت سی شلتون ، یک سرهنگ سادیستی که به طور معمول دانشآموزان را مورد آزار و اذیت قرار می‌دهد ، ملاقات می‌کند.
سرهنگ کوکرین به تایلر دستور میدهد تا بسته ای را به اتاق اندی تحویل دهد ، تایلر که ۸ ساله است متوجه می شود که بسته حاوی یک عروسک Good Guy است و آن را به انبار می برد تا آن را باز کند ، چاکی از بسته بیرون می‌آید و از اینکه تایلر را به جای اندی پیدا کند عصبانی می‌شود ، اما یادش میاید می‌تواند اولین کسی را که هویت واقعی او را می‌داند تسخیر کند پس به تایلر دروغکی میگوید "بیا روح بازی کنیم" و تایلر قبول میکند اما همان لحظه سرهنگ میرسد و با دیدن صحنه عصبی میشود و چاکی را به زباله می‌اندازد ، اما چاکی با کشتن راننده کامیون زباله فرار میکند.
در آن شب ، چاکی به اندی حمله می کند و به او می گوید که قصد دارد بدن تایلر را در اختیار بگیرد ، قبل از اینکه اندی بتواند به مقابله بپردازد ، شلتون وارد می شود و عروسک را از او می گیرد ، سپس اندی مخفیانه وارد اتاق شلتون می شود تا آن را بازیابی کند ، اما شلتون از خواب بیدار می شود تا با او مبارزه کند ، اما متوجه می شود که چاکی ناپدید شده است شلتون با مشکوک شدن به دزدیده شدن عروسک ، تمام دانش‌آموزان را مجبور به انجام تمرینات تنبیهی می کند چاکی دوباره تلاش می‌کند تایلر را تسخیر کند ، اما داسیلوا و هم‌کلاسی‌اش کادت ایورز ، مانع اینکار میشوند ، بعداً چاکی با چاقویی جلوی کوکرین می‌ایستد و او میترسد و با سکته قلبی میمیرد ، صبح روز بعد ، اندی سعی می کند تایلر را متقاعد کند که چاکی شیطان است ، اما تایلر حاضر به باور او نیست ، در همین حال ، چاکی آرایشگر اردوگاه ، به نام "بوتنیک" را با بریدن گلوی او با تیغ مستقیم می کشد ، وایتهرست شاهد این موضوع است و فرار می کند.
علی‌رغم مرگ کوکرین ، بازی‌های جنگی سالانه مدرسه طبق برنامه‌ریزی انجام می‌شود و دانشجویان بین «تیم قرمز» و «تیم آبی» تقسیم می‌شوند ، اندی و شلتون هر دو در تیم آبی هستند.  چاکی به طور مخفیانه گلوله های رنگ تیم قرمز را با مهمات جنگی واقعی جایگزین می کند ، وقتی شبیه سازی شروع می شود ، چاکی تایلر را از تیمش دور می کند ، در نهایت تایلر که متوجه می‌شود چاکی فرد بدی است با یک چاقوی جیبی به او ضربه می‌زند و برای یافتن اندی فرار می‌کند ، چاکی سپس به داسیلوا حمله می کند و او را گروگان می گیرد ، و اندی را مجبور می کند تایلر را با داسیلوا عوض کند ، تیم آبی و تیم قرمز به صحنه می‌رسند و جنگی می‌گشایند شلتون با یکی از گلوله های شلیک شده توسط تیم قرمز کشته میشودتایلر در هرج و مرج فرار می کند ، چاکی یک نارنجک را به سمت دانش‌آموزان پرت میکند وایتهرست روی نارنجک می‌پرد و خود را فدا می‌کند تا دیگران را نجات دهد.
چاکی به شهر بازی نزدیک آنجا میرود و یک نگهبان امنیتی را می کشد و تایلر را می رباید ، اندی و داسیلوا ، چاکی و تایلر را در یک خانه وحشت تعقیب میکنند ، چاکی به پای داسیلوا شلیک می کند ، او به اندی می گوید که برود و به تنهایی با او روبرو شود ، اندی موفق می شود به بازوی چپ چاکی و در سینه شلیک کند که او را از اتمام آواز وودو برای تسخیر تایلر باز می دارد ، قبل از اینکه تایلر و اندی بتوانند آنجا را ترک کنند ، چاکی به اندی حمله می‌کند ، اما تایلر چاقوی جیبی خود را به اندی می‌دهد و او از آن برای بریدن دست راست چاکی استفاده می‌کند ، سپس اندی چاکی را به سمت هواکش فلزی عظیمی که بخشی از آنجا است ، پایین می‌اندازد و او را تکه تکه می‌کند و در نهایت او را می‌کشد ، بعداً اندی توسط پلیس برای بازجویی می برد در حالی که داسیلوا به سرعت به بیمارستان منتقل می شود ، شهر بازی تعطیل میشود و فیلم به پایان میرسد.

## بازیگران
جاستین والین در نقش اندی بارکلی
پری ریوز در نقش کریستین داسیلوا
جریمی سیلورز در نقش رونالد تایلر
تراویس فاین در نقش کادت برت سی شلتون
پیتر هسکل در نقش سالیوان

## دنباله
دنباله این فیلم در سال ۱۹۹۸ با نام "عروس چاکی" منتشر شد.